# ماکوتو تاناکا
ماکوتو تاناکا (به انگلیسی: Makoto Tanaka) بازیکن فوتبال اهل ژاپن و عضو تیم ملی فوتبال ژاپن است که در تاریخ ۲۵ آوریل ۲۰۰۴ میلادی اولین بازی ملی‌اش را انجام داد. او در ۳۲ بازی ملی حضور داشت و آخرین بازی ملی خود را در تاریخ ۹ مه ۲۰۰۶ میلادی انجام داد. ماکوتو تاناکا در بازی‌های ملی‌اش
گلی به ثمر نرساند.